# 高橋和夫 (哲学者)
高橋 和夫（たかはし かずお、1946年12月5日 - 2021年12月20日）は、日本の哲学者、スウェーデンボリ研究者、文化女子大学名誉教授。日本スウェーデンボルグ協会会員。
新潟県佐渡市生まれ。1973年学習院大学文学部哲学科卒、80年同大学院博士課程満期退学。文化女子大学文学部講師、助教授、現代文化学部教授、学部長。2012年名誉教授。

## 著書
- 『スウェーデンボルグの思想 科学から神秘世界へ』 講談社現代新書 1995 / 講談社学術文庫 2021
- 『スウェーデンボルグの宗教世界 原宗教の一万年史』人文書院 1997
- 『スウェーデンボルグの「天界と地獄」 神秘思想家の霊的世界を解き明かす』PHP研究所 2008
- 『スウェーデンボルグのことばと思想 永生への扉を開く』青土社 2021

### 共著
- 『ドイツ語小文法』越智洋,木村清次共著 朝日出版社 1996
- 『いのちの声を聞く 海人/奥邃/ヘレン・ケラー/スウェーデンボルグ/フランクル/シュタイナー』塚田幸三共著 ホメオパシー出版  2008

### 翻訳
- A.アクトン『転身期のスウェーデンボリ』未来社(フィロソフィア双書 1987
- ヒューゴー・Lj. オドナー『スウェデンボルグの超生理学』日本教文社 1988
- マーチン・A.ラーソン『ニューソート その系譜と現代的意義』 日本教文社 1990 木村清次,鳥田恵,井出啓一,越智洋共訳
- 『スウェーデンボルグの霊界日記 死後の世界の詳細報告書』訳編 たま出版 1992
  - スウェーデンボルグ『霊界日記』訳編 角川文庫 1998
- ブライアン・キングズレイク『スウェーデンボルグの神秘的生涯 霊界を見てきた大天才科学者』たま出版 1992
- ヒューゴ・オドナー 他『スウェーデンボルグの創造的宇宙論』編訳 めるくまーる 1992
- 『スウェーデンボルグの惑星の霊界探訪記』訳編 たま出版 1993
- スウェーデンボルグ『天界と地獄』編訳 春秋社 1997
- ヘレン・ケラー『奇跡の人の奇跡の言葉』鳥田恵共訳 エイチアンドアイ 2006
- 『私の宗教 ヘレン・ケラー、スウェーデンボルグを語る』鳥田恵共訳 未来社 2013